# C'est le bouquet !
Pour le film de 1945, voir C'est le bouquet ! (film, 1945).
Pour les articles homonymes, voir Special Delivery.
Pour plus de détails, voir Fiche technique et Distribution.
C'est le bouquet ! est un film français réalisé par Jeanne Labrune, sorti en 2002.

## Synopsis
Portraits croisés de personnages divers et variés qui interagissent l'un l'autre, avec comme fil rouge un bouquet de fleurs qui passe de mains en mains. Parmi ces personnages, Raphaël cadre supérieur renvoyé de son entreprise à la suite d'une saute d'humeur envers son patron et qui va tenter de retourner la situation à son avantage, Catherine sa femme qui reçoit un bouquet de fleurs d'un ami qu'elle n'a pas croisé depuis 15 ans, Édith la cultivée et entreprenante collègue de Raphaël, les voisins de Raphaël qui gaffent à chaque apparition du bouquet de fleurs, ou encore Robert auteur dramaturge et son petit ami Laurent qui se fait passer pour un « valet de pied » auprès de Catherine...

## Fiche technique
- Titre : C'est le bouquet !
- Réalisation : Jeanne Labrune
- Scénario : Jeanne Labrune et Richard Debuisne
- Production : Jean-Luc Denechau, Anne Descours, Christine Gozlan et Alain Sarde
- Musique : Bruno Fontaine
- Photographie : Christophe Pollock
- Montage : Guy Lecorne
- Pays d'origine :  France
- Langue : français
- Format : couleurs - DTS
- Genre : comédie
- Durée : 99 minutes
- Date de sortie : France : 2002

## Distribution
- Sandrine Kiberlain : Catherine
- Jean-Pierre Darroussin : Raphaël
- Dominique Blanc : Edith
- Mathieu Amalric : Stéphane
- Jean-Claude Brialy : Robert Fresnel
- Maurice Bénichou : Antoine
- Hélène Lapiower : Alice
- Dominique Besnehard : Laurent
- Richard Debuisne : Emmanuel Kirsch
- Gisèle Casadesus : La dame
- Didier Bezace : Le directeur du théâtre
- László Szabó : Le gardien
- Jean-Paul Bonnaire : Le quatrième postulant
- Stéphane Boucher : Le deuxième postulant
- Judith Cahen : L'assistante
- Lise Lamétrie : La femme de ménage

## Distinctions
Le film a été nommé au César de la meilleure actrice dans un second rôle pour Dominique Blanc.